# Stefano Comini
Stefano Comini (Lugano, 1990. február 3. –) svájci autóversenyző, a TCR nemzetközi sorozat kétszeres bajnoka.

## Pályafutása

### Gokart
Comini gokartozással kezdte pályafutását. 2002-ben indult először hivatalos versenyen az olasz és a svájci bajnokságban. A svájci Bridgestone Cup elnevezésű sorozatot 2004-ben és 2005-ben is megnyerte.

### Formula Renault
Comini 2006-ban kezdett nyitott karosszériás versenysorozatokban indulni, elsőként a Formula Monza 1.2-ben, a Fadini Corse színeiben. Hét futamon indult, egy győzelemmel a tizedik helyen fejezte be az évet.
A következő évben az 1.6-os géposztályban versenyzett, ahol négy győzelemmel a bajnokság harmadik helyén zárt. A svájci Formula Renault sorozatban négy futamon állt rajthoz, emellett részt vett két olasz futamon a Formula Renault Winter Seriesben.
2008-ban az Olasz Formula–Renault bajnokságban versenyzett a Team Dueppì és a CO2 Motorsport autóival. Négy futamon rajthoz áll a svájci bajnokságban is.
2009-ben is elindult mindkét bajnokságban, a svájci pontversenyt a második helyen zárta, hat győzelemmel. 2010-ben a Formula Abarthban szerepelt.

### Sport- és túraautóverseny
2009-ben tizennégy versenyen elindult a Mégane Trophy bajnokságban az Oregon Team versenyzőjeként és háromszor rajthoz állt a VLN Endurance hosszútávú versenysorozatban is. Előbbi sorozatban három futamot nyert és harmadik helyen végzett a bajnokságban is Nick Catsburg és Pierre Thiriet mögött. 2011-ben már bajnoki címet szerzett a sorozatban, csakúgy, mint a Renault Clio Kupa olasz bajnokságában, miután a Composit Motorsport versenyzőjeként öt futamgyőzelmet szerzett az idényben.
A következő évben a Renault Clio Kupa Bohemia sorozatban szerepelt, ahol négy futamot nyert, a bajnokságban pedig ötödikként végzett.
2014-ben a SEAT León-Európa-kupában szerepelt, az idény végén pedig negyedikként végzett a pontversenyben.
2015-ben csatlakozott az akkor alakuló TCR nemzetközi sorozathoz, amelyet 2015-ben és 2016-ban is megnyert.

## Eredményei

### Teljes TCR nemzetközi sorozat eredménylistája
| Év   | Csapat             | Autó                    | 1   | 1   | 2   | 2   | 3   | 3   | 4   | 4   | 5   | 5   | 6   | 6   | 7   | 7   | 8   | 8   | 9   | 9   | 10  | 10  | 11  | 11  | Helyezés | Pont  |
| ---- | ------------------ | ----------------------- | --- | --- | --- | --- | --- | --- | --- | --- | --- | --- | --- | --- | --- | --- | --- | --- | --- | --- | --- | --- | --- | --- | -------- | ----- |
| 2015 | Target Competition | SEAT León Cup Racer     | MAL | MAL | CHN | CHN | ESP | ESP | POR | POR | ITA | ITA | AUT | AUT | RUS | RUS | RBR | RBR | SIN | SIN | THA | THA | MAC | MAC | 1.       | 342   |
| 2015 | Target Competition | SEAT León Cup Racer     | 1   | 4   | 4   | 2   | 6   | 1   | 5   | 11  | Ki  | 4   | 2   | 8   | 4   | 1   | 14  | 9   | 21  | 2   | 5   | 1   | 3   | 1   | 1.       | 342   |
| 2016 | Leopard Racing     | Volkswagen Golf GTI TCR | BHR | BHR | POR | POR | BEL | BEL | ITA | ITA | AUT | AUT | GER | GER | RUS | RUS | THA | THA | SIN | SIN | MAL | MAL | MAC | MAC | 1.       | 267,5 |
| 2016 | Leopard Racing     | Volkswagen Golf GTI TCR | 7   | Ki  | 34  | 2   | Ki  | 2   | 14  | 3   | 8   | 3   | Ki  | 6   | 1   | 5   | 4   | 4   | 2   | 4   | 2   | 18  | 1   | 4   | 1.       | 267,5 |
| 2017 | Comtoyou Racing    | Audi RS 3 LMS TCR       | GEO | GEO | BHR | BHR | BEL | BEL | ITA | ITA | AUT | AUT | HUN | HUN | GER | GER | THA | THA | CHN | CHN | UAE | UAE |     |     | 3.       | 196   |
| 2017 | Comtoyou Racing    | Audi RS 3 LMS TCR       | 3   | Ki  | 8   | 9   | 1   | 3   | 8   | 1   | 3   | 3   | 12  | 10  | 6   | 5   | 7   | 3   | 13  | Ki  | 7   | 1   |     |     | 3.       | 196   |

### Teljes TCR Európa-kupa eredménysorozata
| 20                    | 10                     |  |  |  |  |    |    |   |   |   |   |   |    |    |    |
| Autodis Racing by THX | Honda Civic Type R TCR |  |  |  |  | Ki | Ki | 8 | 8 | 4 | 4 | 6 | Ki | Ki | 11 |

## További információ
- Hivatalos weboldal  (olaszul)